# غويلرمو فرنانديز دي سوتو
غويلرمو فرنانديز دي سوتو هو دبلوماسي وسياسي كولومبي، ولد في عقد 1940 في بوغوتا في كولومبيا. نشط حزبياً في حزب المحافظين الكولومبي. وقد انتخب سفير كولومبيا ‏ وانتخب وزير خارجية كولومبيا ‏ (1998 – 2002).